# Kattangoor
Kattangoor (também podendo ser donominada Katangur, Kattangur ou Katangoor) é uma aldeia e uma mandala localizada junto à Autoestrada Nacional 9, no distrito de Nalgonda, em Andhra Pradesh, Índia.
As suas coordenadas são 79.3333333 (longitude) e 17.1666667 (latitude)